# Philippe Bercovici
Philipe Bercovici, noto anche con lo pseudonimo di Thélonius (Nizza, 5 gennaio 1963), è un fumettista francese.
Noto soprattutto per la serie Les Femmes en blanc.

## Biografia
Philippe Bercovici inizia la sua carriera all'età di tredici anni, inviando i suoi disegni allo sceneggiatore Raoul Cauvin. Cauvin ne fu conquistato e gli offrì un lavoro presso il giornale Spirou. L'anno successivo, illustra rubriche e partecipa alla sezione Carte Blanche, che permette ai giovani autori di essere pubblicati. Tra il 1979 e il 1981, con Raoul Cauvin alla sceneggiatura, disegna la serie Les Grandes Amours contrariées, di cui esce un album nel 1982. Sempre a Spirou e con Raoul Cauvin, nel 1981 crea la serie Les Femmes en blanc e pubblica alcune strisce sulla rivista Aïe! Inizia anche una collaborazione con François Corteggiani, con cui pubblica Robinson et Zoé in Gomme!, Kostar le magnifique in Circus, Barnabé, envoyé spécial e Big Bang Orchestra in Je bouquine, Yann et Julie in Lupetto, Grand Panic Circus in Pif Gadget, Testar le Robot e Téléfaune, pubblicati direttamente negli albi rispettivamente da Fleurus e Dargaud. Ha inoltre pubblicato illustrazioni in un'opera collettiva nella serie Les Belles Histoires de l'oncle Paul e ha disegnato per diverse campagne pubblicitarie.
Nel 1989 disegna Leonid e Spoutnika su sceneggiatura di Yann per la rivista L'Instant e per Marsu Productions. Nel 1994, con François Gilson e Gerrit de Jager, crea la serie Cactus Club per il giornale Spirou. Nello stesso anno disegna la serie Adam et Ève, le retour per L'Écho des savanes. Collabora inoltre con Zidrou alla serie Le Boss, che parodia il direttore del settimanale; per disegnare le prime cento tavole usa lo pseudonimo di "Thelonius ". Nel 1999 ha compiuto l'impresa di disegnare da solo un intero numero di Spirou, basandosi sulle sceneggiature originali di ogni serie. Nel 2005 ha ricevuto una sceneggiatura per disegnare una storia della serie Donjon, ma il progetto non si è mai realizzato. L'anno successivo, insieme a Laurent Noblet, crea la serie Adostars per Spirou, ma la serie si rivela un fallimento commerciale. Passa a un umorismo più polemico con un album su Osama bin Laden, sceneggiato dal giornalista Mohamed Sifaoui, seguito da un altro su Mahmud Ahmadinejad. Con Patrice Perna, lancia una serie sul camper su richiesta della casa editrice 12 bis. La serie è stata un fallimento e gli autori hanno mantenuto solo due dei personaggi per una nuova serie, Monique e Robert. Ha collaborato anche con il canale televisivo belga RTL-TVI, dove ha prodotto cartoni animati quotidiani su temi di attualità. Nel 2011, insieme al suo mentore Raoul Cauvin, ha pubblicato un album su sport

## Le opere
Tra le opere di Philippe Bercovici ricordiamo :
- Les Grandes Amours contrariées, sceneggiatura di Raoul Cauvin, Dupuis, coll. «Carte blanche», 1982.
- Robinson et Zoé, sceneggiatura di François Corteggiani, Glénat, 1984.
- Les Femmes en blanc, sceneggiatura di Raoul Cauvin, Dupuis.

1. Les femmes en blanc, 1986.
2. Gaze à tous les étages, 1987.
3. Superpiquées, 1987.
4. Les jeunes filles opèrent, 1988.
5. J'étais infirme hier, 1989.
6. Gai rire à tout prix, 1989.
7. Pinces, sang, rires, 1990.
8. Six foies neufs, 1991.
9. Piquées de grève, 1992.
10. Machine à coudre, 1992.
11. Sang dessus dessous, 1993.
12. Cœur d'artiste chaud, 1994.
13. En voie de disparition, 1995.
14. Des corps rompus, 1996.
15. Avant que le cor ne m'use!, 1996.
16. Elle met mal l'alèse, 1997.
17. Le drain sifflera trois fois, 1998.
18. Opération duo des nonnes, 1998.
19. L'aorte sauvage, 1999.
20. Je panse donc je suis, 2000.
21. Corps de garde, 2000.
22. Délivrez-nous du mâle, 2001.
23. Perles rares, 2002.
24. Si le cœur vous en dit, 2003.
25. Lésions étrangères, 2004.
26. Opération en bourse, 2005.
27. Viscères au poing, 2005.
28. Invité d'honneur, 2006.
29. Au diable la varice, 2007.
30. Overdose, 2008.
31. Rentabilité maximum, 2009.
32. Le chant du Panaris, 2010.
33. Sangsue alitée, 2011.
34. Lavez Maria, 2012.
35. Des lits de fuite, 2013.
36. Neuf mois de gros stress, 2014.
37. Un bacille heureux, 2015.
38. Potes de chambre, 2016.
39. Baby Boum!, 2017.
40. Soufflez!, 2018.
41. Traitement et sale air!, 2019.

- Les femmes en blanc présentent, sceneggiatura di Raoul Cauvin, Dupuis

1. Les médecins légistes, 2011.
2. Les acupuncteurs, 2011.
3. Les dermatologues, 2011.
4. Les chirurgiens esthétiques, 2011.
5. Les dentistes, 2011.
6. Les rebouteux, 2011.

- Testar le Robot, sceneggiatura di François Corteggiani, Fleurus.

1. Destination Duralex, 1987

- Silex et Boa, sceneggiatura di François Corteggiani, Glénat, coll. Concept.
- Léonid et Spoutnika, sceneggiatura di Yann, Marsu Productions

1. Niet future!, 1990.
2. Papa, maman, Lénine et moi, 1991.
3. Pour une poignée de roubles, 1992.
4. Pour quelques kopecks de plus, 1993.
5. Amercian Graffitof, 1994.

- Le Grand panic circus, sceneggiatura diFrançois Corteggiani, Dupuis

1. Sots périlleux, 1991.
2. L'abysse aux étoiles, 1992.

- Téléfaune, sceneggiatura di François Corteggiani, Dargaud

1. Cocus c'est vous!, 1993.

- Veni vidi Bercovici, Bédéscope, 1992

1. Ras les masques, 1994.

- Julie et Jo, sceneggiatura diYvan Delporte, Axion, 1994.
- Et Dieu créa Eve... ah oui, et Adam aussi, scénario Gerrit de Jager,  Albin Michel, coll. l'Écho des savanes, 1997.
- Cactus Club, sceneggiatura di François Gilson, Dupuis

1. Chaud devant, 1997.
2. Plage cinq étoiles, 1998.
3. Tout baigne!, 1999.
4. Bikini surprise, 2000.
5. Écran total, 2001.
6. Sea sex and surf, 2002.
7. Bronzage infernal, 2003.
8. Plein la vue, 2004.
9. Le Tube de l'été, 2005.

- Yann et Julie, sceneggiatura di François Corteggiani, Bamboo, coll. Bamboo Kids

1. La vie en Rosse, 2000[7].
2. Vague à l'Âne, 2000.

- Le Boss, sceneggiatura di Zidrou, éd.Dupuis

1. C'est moi!, 2000.
2. On vous écrira!, 2000.
3. www.le-boss.com, 2001.
4. Merci patron!, 2002.
5. Signez ici!, 2003.
6. Des sous, 2004.
7. Délocalisons!, 2005.
8. Les Dérapages du boss, Le Coffre à BD, 2007.

- L'Ensexyclopédie, sceneggiatura di Jean-Michel Thiriet, Albin Michel, 2003[8].
- Lo & Co, sceneggiatura di Falzar, Vivio, 2004.
- Game Over Blork Raider planches G19 et G20, 2004
- Père Noël & Fils, sceneggiatura di Bob de Groot, éd.Glénat, coll. Paris-Bruxelles

1. Bulles de Noël, 2006.
2. Cadeau d'enfer, 2007.
3. Décompte de Noël, 2008

- Les entretiens singuliers de job et coach, scénario Xavier Fauche, Une bulle en plus, 2006
- Les Deschamps, sceneggiatura di Zépo, Vents d'Ouest, col. Humour

1. Maison avec Jardin, 2006.
2. Ca décore un max!, 2007.

- Adostars, sceneggiatura di Laurent Noblet, Dupuis

1. Presque célèbres, 2007.
2. Toujours pas célèbres?, 2008.
3. J'habite chez un ado!, 2009

- Le Flagada, sceneggiatura di Zidrou, Glénat, coll.Paris-Bruxelles

1. Le dernier des flagada, 2008
2. L'île recto-verso, 2009

- Camping Car, scénario Pat Perna, 12 bis

1. Globe-trotter, 2008
2. Tome 2, 2009
3. Tome 3, 2010

- Ben Laden dévoilé, scénario Mohamed Sifaoui, 12 bis, 2009[9]
- Ahmadinejad atomisé, sceneggiatura di Mohamed Sifaoui, 12 bis, 2010
- Robert Parker: Les sept pêchés capiteux, sceneggiatura di Simmat, 12 bis, 2010
- Monique & Robert, sceneggiatura di Pat Perna, 12 bis

1. Champions de la bêtise ordinaire, 2011

- Les Caves du CAC40: Les dix commandements du vin, sceneggiatura di Simmat, 12 bis, 2011
- J'aurais voulu faire président, sceneggiatura di Legrand, éd.12bis, 2011
- À vendre, scénario de Dal, Dupuis, 2011

1. Vie et mœurs de l'agent immobilier, 2012

- Ce qu'il faut savoir avant de pratiquer des sports de compétition, sceneggiatura di Raoul Cauvin, éd.Dupuis, 2012
- Champagne!, sceneggiatura di Simmat, éd.12bis, 2012
- Chers Voisins, sceneggiatura di Dal, Dupuis, 2012
- Fais pas ci, fais pas ça, sceneggiatura di Dal, Dupuis, 2012
- La Gauche bling-bling, sceneggiatura di Mantoux et Simmat, Dupuis, 2012
- Paris vaut bien un cheikh, scénario de Arnaud Ramsay, éd.12bis, 2013[10]
- Les Entreprises Libérées, scénario Simmat, Les Arènes BD, 2016
- L'incroyable histoire de la médecine, sceneggiatura di Jean-Noël Fabiani, Les Arènes BD, 2018
- L'incroyable histoire de la littérature française, sceneggiatura di Catherine Mary Stewart, Les Arènes BD, 2019
- La franc-maçonnerie dévoilée,sceneggiatura di Arnaud de la Croix, Le Lombard, 2020[11]
- L'incroyable histoire de l'immortalité, sceneggiatura di Benoist Simmat, Les Arènes BD, 2021
- L'incroyable histoire de la géographie, sceneggiatura di Benoist Simmat et Jean-Robbert Pitte, Les Arènes BD, 2021
- L'Affaire Tartuffe. Molière interdit, sceneggiatura di Catherine Mary Stewart, Éditions du Seuil, 2022
- La véritable histoire du Moyen âge, sceneggiatura di Arnaud de la Croix, Le Lombard, 2022[12]
- L'incroyable histoire de la mythologie grecque, sceneggiatura di Catherine Mary Stewart, Les Arènes BD, 2023[13]

### Libri
- Patrick Gaumer, Dictionnaire mondial de la bande dessinée, Tours, Larousse, gennaio 2001, 880 p. (ISBN 2-03-505 162-2)

### Riviste
- "Bercovici", BoDoï, n. 12, 2004-2005, p. 47 (ISSN 1284-442X)
- Henri Filippini, "Camping-car, t. 1: roulez jeunesse", dBD, n. 27, ottobre 2008, p. 83.